# 국립부곡병원
국립부곡병원(國立釜谷病院, Bugok National Hospital)은 정신질환을 가진 사람에 대한 진료·조사·연구, 정신보건사업의 지원·수행 및 정신건강의학과 의료요원 등의 교육·훈련에 관한 업무를 관장하는 대한민국 보건복지부의 소속기관이다. 2002년 5월 6일 발족하였으며, 경상남도 창녕군 부곡면 부곡로 145에 위치하고 있다. 원장은 고위공무원단 나등급에 속하는 임기제공무원으로 보한다.

## 직무
- 정신질환자 및 약물중독자 치료·재활
- 정신질환자 및 약물중독자 정밀진단·판별검사
- 진료수준 향상을 위한 의학적 조사·연구
- 정신과 의료요원(전공의·정신보건전문요원)의 수련
- 보건·간호대학생 등 임상실습훈련
- 민간정신의료기관 상시 지도·감독
- 정신보건전문요원 수련기관 지도·감독
- 국가 및 지역사회 정신보건사업의 효율적인 추진

## 연혁
- 1987년 12월 31일: 국립부곡정신병원 준공.
- 1988년 1월 29일: 국립부곡정신병원 설치.
- 1988년 5월 20일: 국립부곡정신병원 개원(450병상).
- 1989년 11월 4일: 정신과 전문의 수련기관 지정.
- 1997년 7월 31일: 마약류중독진료소 준공.
- 1997년 12월 12일: 마약류중독진료소 개소(200병상).
- 2001년 2월 6일: 정신보건전문요원 수련병원(임상심리사).
- 2002년 5월 6일: 국립부곡병원으로 명칭 변경.
- 2003년 1월 29일: 정신보건전문요원 수련병원(간호사, 사회복지사).
- 2006년 1월 1일: 책임운영기관으로 지정.

## 조직

### 원장
- 서무과[1]
- 정신건강사업과[2]

의료부
- 정신건강과[3]
- 노인정신과[3]
- 소아청소년정신과[3]
- 정신재활치료과[3]
- 내과[3]
- 치과[3]
- 약제과[4]
- 의료사회사업과[5]
- 간호과[3]

### 소속기관
- 약물중독진료소